# 特納蘭丁 (伊利諾伊州)
特納蘭丁（英語：Turner Landing）是位於美國伊利諾伊州卡爾霍恩縣的一個非建制地區。該地的面積和人口皆未知。

## 地理
特納蘭丁的座標為39°04′13″N 90°41′43″W / 39.07028°N 90.69528°W，而該地的平均海拔高度為133米（即436英尺）。